# Brenton Thwaites
Brenton Thwaites, född 9 augusti 1989 i Cairns, Queensland, är en australisk skådespelare. Han är mest känd för sin roll som Luke Gallagher i TV-serien Slide och som Stu Henderson i såpoperan Home and Away. Under 2014 spelade Thwaites som huvudrollen Jonas i filmen The Giver.

## Biografi
Brenton Thwaites föddes i Cairns, Queensland, son till Peter och Fiona. Han har en syster som heter Stacey. Thwaites studerade vid Queensland University of Technology och tog examen 2010.

## Filmografi (i urval)
| År        | Titel                                       | Roll           | Anmärkning                           |
| --------- | ------------------------------------------- | -------------- | ------------------------------------ |
| 2006      | Charge Over You                             | Sam            |                                      |
| 2011      | Headsmen                                    | Max Patterson  | Kortfilm                             |
| 2011      | Sea Patrol                                  | Leigh Scarpia  | TV-serie, avsnittet: "Black Flights" |
| 2011      | Slide                                       | Luke Gallagher | TV-serie                             |
| 2011–2012 | Home and Away                               | Stu Henderson  | Såpopera                             |
| 2012      | Save Your Legs                              | Mark Cow       |                                      |
| 2012      | Blue Lagoon: The Awakening                  | Dean McMullen  | TV-film                              |
| 2013      | Oculus                                      | Tim Russel     |                                      |
| 2014      | The Signal                                  | Nic Eastman    |                                      |
| 2014      | Maleficent                                  | Prins Phillip  |                                      |
| 2014      | The Giver                                   | Jonas          |                                      |
| 2014      | Son of a Gun                                | JR             |                                      |
| 2015      | Ride                                        | Angelo         |                                      |
| 2015      | Ruben Guthrie                               | Chet           |                                      |
| 2015      | That Sugar Film                             | Sig själv      | Dokumentär                           |
| 2016      | Gods of Egypt                               | Bek            |                                      |
| 2017      | Pirates of the Caribbean: Salazar's Revenge | Henry Turner   |                                      |
| 2017      | An Interview with God                       | Paul Asher     |                                      |